# Asilo de las Josefinas
El asilo de las Josefinas fue un edificio de la ciudad española de Pamplona, ocupado por aquella congregación religiosa.

## Descripción
Las Siervas de San José, que en la actualidad disponen de un convento en el barrio pamplonés de la Magdalena, regentaron el asilo desde el año 1895. En la Guía del viajero en Pamplona (1904) de Fernando de Alvarado, se describe con las siguientes palabras:

Ocupa el lugar mismo en que antes existió la iglesia de la Magdalena, y debe su fundación á la munificencia de la señora Doña Petra Irurzun y de toras personas, que en 1894 instalaron á las religiosas Siervas de San José en este modesto edificio, construído por D. Ciriaco Egaña, con planos y bajo la dirección del arquitecto D. Florencio de Ansoleaga. La inauguración tuvo lugar en 24 de Marzo de 1895, desde cuya fecha reciben dichas religiosas y dan esmerada educación a jóvenes pobres.
(Alvarado, 1904, p. 88)

En el asilo estuvo alojado Isidro Gomá y Tomás, cardenal primado de España durante la Guerra Civil.